# ムカデ人間
『ムカデ人間』（むかでにんげん、原題：The Human Centipede (First Sequence)）とは、2010年に公開されたトム・シックス監督作のホラー映画。
英文字のタイトル通り、3作の1作目でもあるが、続編の『ムカデ人間2』、最終作の『ムカデ人間3』とは、世界観がそれぞれ異なる。
続編の『ムカデ人間2』では劇中劇という設定になっており、登場人物の一人ジェニーも女優のアシュリン・イェニーが演じたキャラクターとされている。

## 製作
監督のトム・シックスによれば、人間の口を尻と繋げるというアイデアは「犯罪者の口と尻を縫い付けてしまえ」という自身のジョークから来たという。また舞台をドイツにしたのはナチスの医者を描きたかったからとしている。自身のアイデアを大事にしているため強く影響を受けた作品はないが、しいて挙げればパゾリーニ作品と、ディヴィッド・クローネンバーグの『ザ・フライ』や『クラッシュ』だとしている。
撮影場所はオランダ郊外にある一般の家で、博士役のディーター・ラーザーが演技で叫んだり、同じく共演者が泣いたりしたため、近隣住民からドイツ人が暴れていると苦情が来たという。
カツロー役の北村昭博はロサンゼルス在住の日本人で、既に決まっていた「先頭部」の役者が来られなくなったため代役としてオーディションを受けて採用された。
北村によれば、映画の脚本にはカツローのバックボーンが書かれておらず、メソッド演技の概念により自分なりにカツローのキャラクターを考えた結果、Youtubeにアップロードされていた亀田史郎とやくみつるの口論動画から着想を得て、カツローを関西出身のヤクザと設定したという。また脚本には台詞も無く、監督の要望で北村が台詞を考えた。一例として作中の博士を罵る台詞は北村が考えたものである。ほか当初カツローは恐怖に怯えるだけの役回りだったが、その描写に疑問を覚えた北村が監督に相談し、賛同を得たうえで今の反抗的なキャラクターに変えてもらったという。
日本語吹き替えが放映されるにあたって、北村の要望で声優の三宅健太を起用した。

## ストーリー
アメリカ人の女性旅行者・リンジーとジェニーの二人が道中の森林で車のタイヤをパンクさせてしまい、近場にあった邸宅に救助を求めやってくる。そこはシャム双生児の分離手術の名医として知られるドイツ人の医師・ハイター博士の邸宅だった。博士は二人を快く迎え入れる。
親切に見えた博士だが、彼にはこれまで自分が行ってきた分離手術とは反対に人間の口と肛門を繋げて「ムカデ人間」を創造するという邪悪な願望があった。博士はリンジーとジェニーをムカデ人間の候補と見定めると、二人を薬で眠らせ地下室に連行する。博士は目覚めたリンジーとジェニー、新たに連れて来たもう一人の候補・カツローの三人にムカデ人間の創造計画を打ち明ける。
博士のおぞましい話に戦慄した三人は抵抗しようとするが、麻酔で眠らされたため叶わず、唯一逃げ出せたリンジーも見つかって連れ戻される。そうして三人のムカデ人間化が遂行され、彼らは手術によって靭帯を切断され、カツローを先頭に口と肛門を接着される。博士は出来上がった「完成品」に大喜びし、三人を訓練したり餌付けしたりして楽しんだ。ただ「最後尾」のジェニーが病気になっていたため、博士は代わりの人間を検討する。
だがそんな博士のもとへ、リンジーとジェニーの捜索願を受けた警官二人がやって来る。博士は秘密を知られないよう急いで三人を地下に閉じ込めると、警官達に薬を盛って新たな被検体にしようと目論む。しかし警官達は博士を疑い、捜査令状をもらったらすぐ戻って来ると言って立ち去る。一方、博士と警官達が言い合いしている間、閉じ込められた三人は博士の不在をチャンスと見て、脱出を図ろうとしていた。しかしあと少しのところで博士に見つかってしまい、脱出不能を悟った先頭のカツローは手にしたガラス片で首を掻っ切り自害する。その行動を見た博士は唖然とする。
そこへ令状を持った警官二人が戻って来て博士と撃ち合いとなり、痛み分けの形で両者共に死亡する。更に症状が悪化したことで最後尾のジェニーが病死する。残された「真ん中」のリンジーがどうすることもできず、必死に呻き声をあげるところで物語は幕を閉じる。

## 登場人物
ヨーゼフ・ハイター博士
演 - ディーター・ラーザー、日本語吹替え - 若本規夫
本作の悪役。元シャム双生児分離の権威のドイツ人医師で現在は引退している。極度の人間嫌いで森の中の大きな屋敷に一人で暮らしている。新たな生命体の創造という目標に取り憑かれており、かつて飼っていた三匹のロットワイラーを1体に結合させて以来、人間を繋げてムカデ人間を作りたいという欲望を抱えていた。旅路でタイヤがパンクし、ハイター邸を訪れたアメリカ人観光客のリンジーとジェニーに睡眠薬を入れた水を飲ませ､更に日本人のカツローを拉致し､ムカデ人間を完成させる。モデルは実在のドイツ人医師・ヨーゼフ・メンゲレ。

リンジー
演 - アシュリー・C・ウィリアムズ、日本語吹替え - 辰巳知里
本作の主人公。ムカデ人間の「真ん中」にされたアメリカ人女性。博士に捕まった後、何とか一人逃げ出すことに成功するものの、ジェニーを置き去りにできず戻ってしまったため、再び捕まってしまった。逃げた罰として最も苦痛の大きい「真ん中」にさせられた。本作で唯一の生き残りとなるが、絶望的な状況でありその後の生死は不明。

ジェニー
演 - アシュリン・イェニー、日本語吹替え - 戸田亜紀子
ムカデ人間の「最後尾」にされたアメリカ人女性で、リンジーの友人。ムカデ人間にされた後、結合部の傷口が化膿し病気にかかる。最後はカツローの後を追う形で病死した。

カツロー
演 - 北村昭博 日本語吹替え - 三宅健太
ムカデ人間の「先頭」にされた日本人男性。彼のみ日本語（関西弁）で話す。関西出身の極道であり粗暴な話し方をするが、同じ被害者であるリンジーとジェニーを気遣うなど優しさも備えている。脱出時にはリーダーシップを取り、地面を這いながら庭に通じる窓前まで辿り着くも、博士に見つかり絶望する。最後は神にこれまでの悪事を懺悔した後、持っていたガラス片で首を掻っ切って自害した。

クランツ刑事
演 - アンドリュー・レオポルド、日本語吹替え - 石川和之
リンジーとジェニーの捜索願を受けた警官の一人。博士に応戦するも、相打ちとなって死亡する。

フェラー刑事
演 - ピーター・ブランケンシュタイン、日本語吹替え - 平川大輔
リンジーとジェニーの捜索願を受けた警官の一人。博士が盛った毒で前後不覚となった所を博士に襲われ死亡する。

エイミー
演 - ローズマリー・アナベラ 日本語吹替え - 森永麻衣子
物語冒頭でリンジーと電話で話していた女性。

日本版予告編ナレーション
声 - 若本規夫

## 日本公開まで
あまりにも奇想天外で下劣な内容であるため、当初日本ではDVDのみ発売予定であった。インターネットを始め口コミで話題を博し、日本でも劇場公開することが決定した。
ハイター博士の声を日本語で吹き替えている若本規夫は、予告編のナレーションのみを務める予定だったが、好評を呼びハイター博士を吹き替えることとなった。

## ムカデ人間∞ 最終解脱
日本オリジナルの漫画版で、2015年に漫画雑誌「NEMESIS」で短期連載された。
作者は吉永龍太で、舞台は日本となり設定は映画版とも異なる｡

## その他
カツロー役の北村昭博は、この映画の出演がきっかけで『HEROES』のファイナル･シーズンに出演することになった
ヨーゼフ・ハイター博士の名前は、実在したナチス・ドイツのマッドサイエンティストフェター博士、リヒター博士、ヨーゼフ・メンゲレに由来するものである。